# Вонгченгхам, Сукапхон
Сукапхон Вонгченгхам (лаос. ສຸກອາພອນ ວົງຈຽງຄໍາ; 9 марта 1992) — лаосский футболист, полузащитник таиландского клуба «Трат» и сборной Лаоса.

## Биография

### Клубная карьера
Начинал игровую карьеру в лаосском клубе «Эзра», воспитанником которого является. В 2012 году переехал в Таиланд, где выступал за клубы второй лиги Таиланда «Краби», «Пхитсанулок» и «Сарабури». В 2015 году на несколько лет вернулся в Лаос. С 2018 года снова выступал в Таиланде. В высшей лиге страны провёл 15 матчей и забил 1 гол в составе клуба «Чайнат Хорнбилл» и один матч сыграл за «Прачуап». С 2020 года выступает во второй тайской лиге.

### Карьера в сборной
Дебютировал за сборную Лаоса 24 октября 2010 года в матче отборочного турнира Чемпионата АСЕАН 2010 против сборной Филиппин (2:2), в котором отметился забитым голом. За годы карьеры принимал участие в трёх отборочных турнирах к чемпионатам мира 2014, 2018 и 2022 годов и в семи чемпионатах АСЕАН.